# 雷亚尔 (阿马兰蒂)
雷亚尔是葡萄牙波尔图区的一个堂区。总面积7.73平方公里，总人口3429人，人口密度443.6人/平方公里。